# Liocranoeca
Liocranoeca es un género de arañas araneomorfas de la familia Liocranidae. Se encuentra en la zona holártica.

## Lista de especies
Según The World Spider Catalog 20.5:
- Liocranoeca emertoni (Kaston, 1938)
- Liocranoeca spasskyi Ponomarev, 2007
- Liocranoeca striata (Kulczynski, 1882)
- Liocranoeca vjosensis Komnenov, 2018